# کارول ویلیامز
کارول ویلیامز (انگلیسی: Carroll Williams؛ ۲ دسامبر ۱۹۱۶ – ۱۱ اکتبر ۱۹۹۱) یک جانورشناس اهل ایالات متحده آمریکا بود.
وی همچنین برنده جوایزی همچون کمک هزینه گوگنهایم شده است.